# جون غراهام (لاعب كريكت)
جون غراهام (4 مارس 1978 - ) (بالإنجليزية: John Graham)‏ هو لاعب كريكت بريطاني. لعب مع نادي مقاطعة دورهام للكريكت ‏ وNorthumberland County Cricket Club ‏.

## وصلات خارجية
- جون غراهام على موقع إي آس بي آن كريك إنفو (الإنجليزية)